# Lista dos deputados provinciais da 25.ª legislatura de Santa Catarina
Lista dos deputados provinciais de Santa Catarina - 25ª legislatura (1884 — 1885).
| Nº | Deputado                               |
| -- | -------------------------------------- |
| 1  | Eliseu Guilherme da Silva              |
| 2  | Abdon Baptista                         |
| 3  | Boaventura da Costa Vinhas             |
| 4  | Joaquim de Sousa Lobo                  |
| 5  | Manuel José de Oliveira (Pendica)      |
| 6  | Guilherme Asseburg                     |
| 7  | Francisco José Correia Reinhardt       |
| 8  | Alexandre Marcelino Bayma              |
| 9  | Tomás Argemiro Ferreira Chaves         |
| 10 | Domingos Luís da Costa                 |
| 11 | Genuino Firmino Vidal Capistrano       |
| 12 | Antônio Pereira da Silva e Oliveira    |
| 13 | Francisco Gonçalves da Silva Barreiros |
| 14 | Manuel Gonçalves da Costa Barreiros    |
| 15 | Francisco Tolentino                    |
| 16 | João Vicente                           |
| 17 | Alexandre Ernesto de Oliveira          |
| 18 | Augusto Frederico de Sousa Pinto       |
| 19 | João Xavier Neves                      |
| 20 | Manuel Ferreira da Silva Farrapo       |
| 21 | Emílio Virgínio dos Santos             |
| 22 |                                        |